# Camilo Menéndez Tolosa
Camilo Menéndez Tolosa (Santa Cruz de Tenerife, 8 de febrer de 1899 - Madrid, 19 de juny de 1971) va ser un militar espanyol que va ocupar importants càrrecs en el règim del General Franco.

## Biografia

### Carrera militar
Va ingressar en l'Acadèmia d'Infanteria de Toledo l'any 1914, ampliant estudis a Saint Cyr (França). Va ser un dels primers oficials de la Legió Espanyola. Ferit en dues ocasions durant la guerra del Rif, ascendeix a l'ocupació de comandant per mèrits de guerra en 1926.
Durant la Segona República Espanyola s'acull a la coneguda com Llei Azaña, la qual cosa va suposar el seu retir forçós amb ocupació de comandant. Participaria en la Guerra Civil Espanyola, combatent en la IV Divisió de Navarra a les ordres de Camilo Alonso Vega.

### Franquisme
Finalitzada la contesa, va aconseguir la graduació de coronel, és designat cap del Regiment d'Infanteria Immemorial del Rei n. 1, de guarnició en Madrid (1940-1948). En 1954 ascendeix a general de divisió estant al capdavant de l'11a Divisió i després de la 62a de guarnició a Pamplona. Governador militar del Camp de Gibraltar entre 1957 i 1959, el 28 de novembre de 1959 va ascendir a l'ocupació de Tinent General. Posteriorment va ser Capità general de les regions militars VIII (La Corunya) i VI (Burgos).
Director general de l'Instituto Nacional de Previsión (1948-1950). Aquest mateix any va ser nomenat Governador civil de la província de Santander, ocupant el lloc fins a 1953. Entre 1954 i 1957 va ser Director General de Serveis del Ministeri de l'Exèrcit. Cap de la Casa Militar de Sa Excel·lència el Cap de l'Estat en 1962 fins al seu nomenament com a ministre de l'Exèrcit, càrrec que ocupa des del 20 de febrer de 1964 fins al 29 d'octubre de 1969.

## Condecoracions
- Encomana de l'Orde de Cisneros
- Gran Creu de la Reial i Militar Orde de Sant Hermenegild